# Danmark i plastikalderen
|  | Denne artikel er oprettet af botten Steenthbot ud fra en ekstern database. Den kan derfor have sproglige fejl eller mangler. Denne skabelon kan fjernes efter kontrol af indholdet. |

Danmark i plastikalderen er en dansk dokumentarfilm fra 1980 instrueret af Hasse Christensen.

## Handling
Den 8-årige Kaspars opfattelse af dagens Danmark. Mange forskellige emner bliver berørt: Problematikken ved bygningen af en Storebæltsbro, dronningens og statsministerens daglige arbejde, loven som skal læres udenad osv. Det er en sprudlende fortælling, som er illustreret ved hjælp af Kaspars egne fantasifulde tegninger.